# Marie-Anne Horthemels

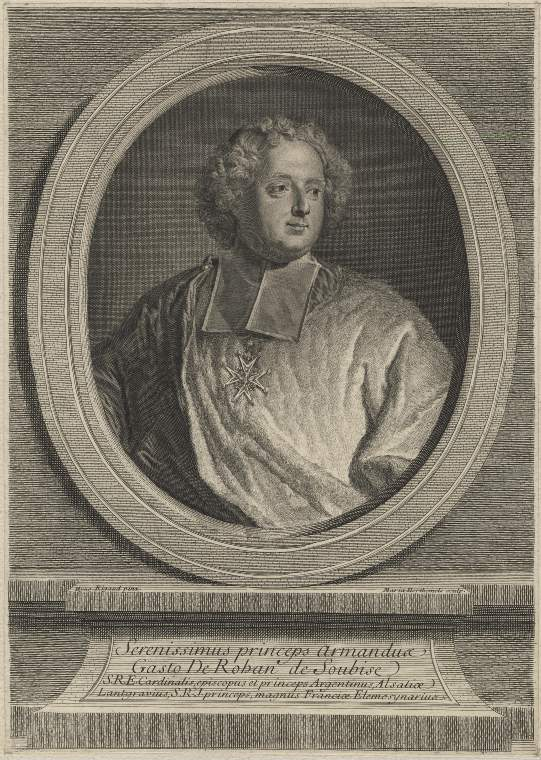
Porträt von Armand I. Gaston Maximilien de Rohan-Soubise nach Hyacinthe Rigaud

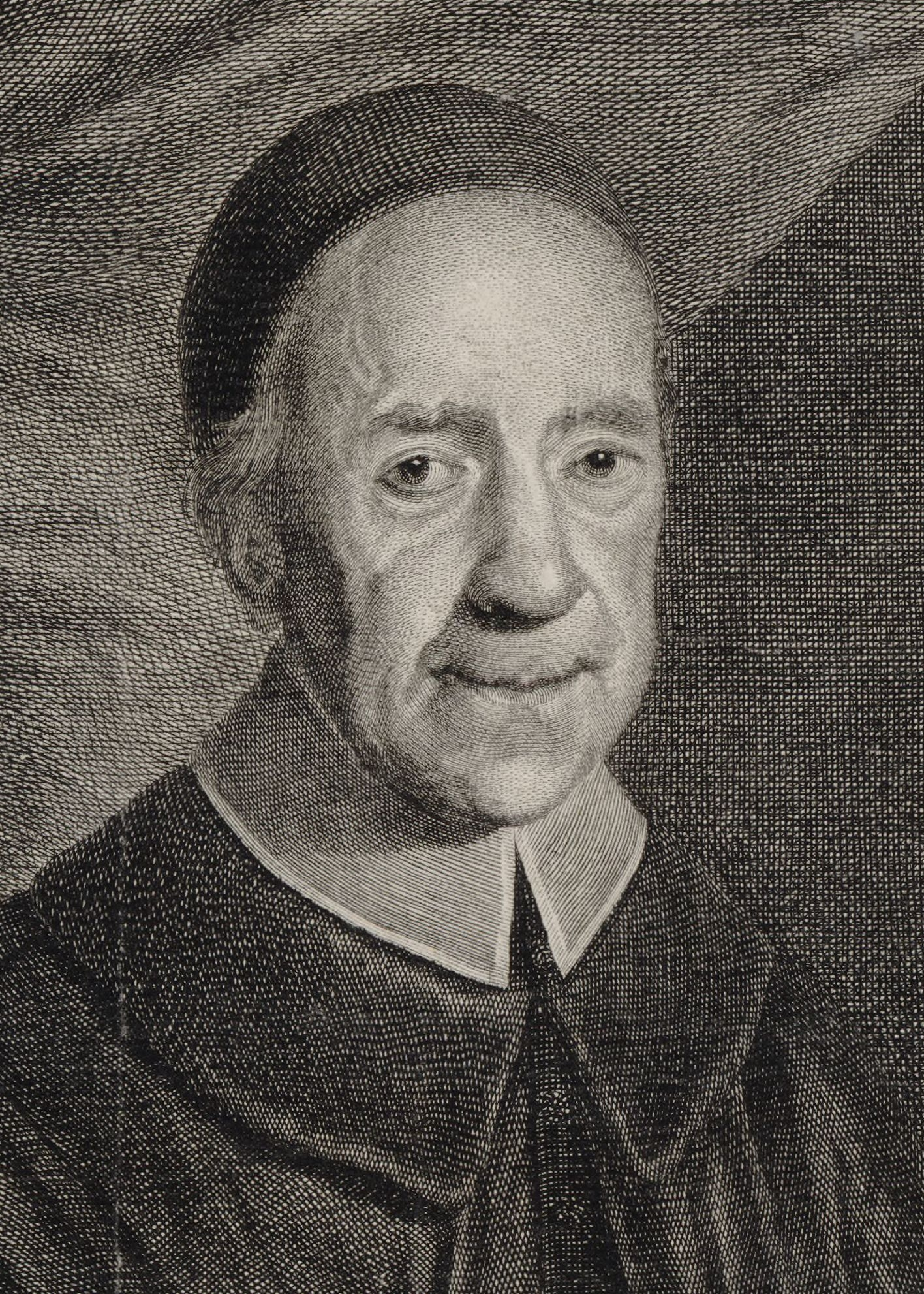
Porträt Pasquier Quesnels

Marie-Anne Horthemels (* 1682 in Paris; † 24. März 1727 ebenda), getauft auf Marie-Anne-Hyacinthe, verheiratet als Anne-Marie Tardieu, war eine französische Kupferstecherin.

## Biographie
Marie-Anne Horthemels war die erste der drei Töchter des aus den Niederlanden eingewanderten Buchhändlers und Verlegers Daniel Horthemels und seiner Frau Marie-Anne Cellier. 
In erster Ehe war sie mit dem Hofpatissier Germain Lecoq verheiratet, mit dem sie einen Sohn hatte. Im Jahr 1709 starb Germain Lecoq, kurz nach der Geburt des Kindes. 1712 heiratete Marie-Anne Horthemels den Kupferstecher Nicolas-Henri Tardieu. Diesen hatte sie kennen gelernt, da beide, zwar in verschiedenen Pfarrgemeinden, jedoch in derselben Straße wohnten. Aus dieser Ehe ging der Sohn Jacques Nicolas hervor. Bis zu ihrem frühen Tode arbeitete Marie-Anne Horthemels als Kupferstecherin.
Marie-Anne Horthemels signierte ihre Werke regelmäßig als Anne Hortemels oder auch Anne-Hyacinthe.
Ihre beiden Schwestern, Marie-Nicole und Louise-Madeleine, sowie ihr Bruder Frederic waren ebenfalls Kupferstecher. Die Brüder Denis und Daniel II traten in die Fußstapfen der Eltern.

## Werke (Auswahl)
- Liselotte von der Pfalz, nach Hyacinthe Rigaud
- Armand I. Gaston Maximilien de Rohan-Soubise, nach Hyacinthe Rigaud
- Pasquier Quesnel,
- Henri Pons de Thiard de Bissy
- Philippe I. de Bourbon, duc d’Orléans, nach Jean-Baptiste Santerre